# Castello di Tolcinasco
Il castello di Tolcinasco è il principale edificio difensivo di origine medievale situato a Tolcinasco, frazione del comune di Pieve Emanuele, in provincia di Milano, in Lombardia.

## Storia
Le origini del castello di Tolcinasco risalgono alla seconda metà del XVI secolo, quando la struttura venne eretta dalla famiglia D'Adda come raro esempio di fortilizio agricolo a protezione del contado circostante e delle scorte alimentari contenute al suo interno. Per questo motivo, l'edificio può essere definito un castello-cascinale.
Attualmente la struttura, coi terreni circostanti, è divenuta sede di un campo da golf, fondato con la sovrintendenza del campione internazionale Arnold Palmer. Nel 2018, dopo un periodo di restauri, il castello è stato riaperto ai visitatori.

## Struttura
Il castello si presenta come un edificio dalla struttura massiccia e quadrangolare, completato da quattro torri ai lati che servivano da difesa del granaio che esso custodiva all'interno. Il piano terra, alto meno di tre metri, veniva infatti originariamente utilizzato come magazzino di derrate alimentari, ed era accessibile dai carri direttamente dall'esterno per favorire le operazioni di carico e scarico. L'accesso al piano nobile della struttura era possibile tramite scalinate esterne. Attorno alla struttura ancora oggi si trovano gli ampi cascinali dove trovavano alloggio i contadini che lavoravano alle dipendenze della tenuta, unitamente alle stalle per gli animali d'allevamento.
Non lontano dalla struttura, una rocca serviva da protezione in caso di attacco al castello.